# اچ‌ام‌اس ترورو (۱۹۱۹)
اچ‌ام‌اس ترورو (۱۹۱۹) (به انگلیسی: HMS Truro (1919)) یک کشتی بود که طول آن ۲۳۱ فوت (۷۰ متر) بود. این کشتی در سال ۱۹۱۹ ساخته شد.